# Ladislav Kříž
Ladislav Kříž (né le 28 janvier 1944 à Prague) est un athlète représentant la Tchécoslovaquie, spécialiste du sprint. 

## Biographie

### Palmarès
| Date | Compétition             | Lieu     | Résultat | Épreuve              | Performance  |
| ---- | ----------------------- | -------- | -------- | -------------------- | ------------ |
| 1966 | Jeux européens en salle | Dortmund | 2e       | 4 × 320 m            | 2 min 31 s 0 |
| 1966 | Championnats d'Europe   | Budapest | 5e       | 200 m                | 21 s 3       |
| 1967 | Jeux européens en salle | Budapest | 3e       | Relais 1+2+3+4 tours | 3 min 08 s 8 |
| 1969 | Championnats d'Europe   | Athènes  | 3e       | 4 × 100 m            | 39 s 5       |
| 1971 | Championnats d'Europe   | Helsinki | 1er      | 4 × 100 m            | 39 s 3       |

### Records
| Épreuve    | Performance | Lieu | Date |
| ---------- | ----------- | ---- | ---- |
| 200 mètres | 20 s 8      | —    | 1967 |